# Movimento Popolare Democratico
Il Movimento Popolare Democratico (in spagnolo: Movimiento Popular Democrático - MPD) è stato un partito politico ecuadoriano di orientamento socialista e marxista-leninista fondato nel 1978; nel 2014 è confluito, insieme al Partito Comunista Marxista Leninista dell'Ecuador, in Unità Popolare.

## Risultati elettorali
| Elezione                           | Seggi   |
| ---------------------------------- | ------- |
| Parlamentari 1979                  | 1 / 69  |
| Parlamentari 1984                  | 3 / 71  |
| Parlamentari 1986                  | 4 / 71  |
| Parlamentari 1988                  | 3 / 71  |
| Parlamentari 1990                  | 1 / 72  |
| Parlamentari 1992                  | 3 / 77  |
| Parlamentari 1994                  | 8 / 77  |
| Parlamentari 1996                  | 2 / 77  |
| Parlamentari 1998                  | 2 / 121 |
| Parlamentari 2002                  | 3 / 100 |
| Parlamentari 2006                  | 3 / 100 |
| Parlamentari 2009                  | 5 / 124 |
| Parlamentari 2013 (con Pachakutik) | 5 / 137 |